# Gert Londemann
Gert Londemann, född den 22 april 1718, död den 3 mars 1773, var en dansk skådespelare.
Londemann studerade teologi och hade erhållit löfte om att en gång få efterträda sin far i dennes pastorat, men slöt sig 1747 till det skådespelarsällskap, som öppnade den danske skueplads. Redan i sin första roll, Henrik i Holbergs Den politiske kandestøber, visade han stor talang och tillvann sig rikligt bifall genom sin oemotståndliga komik. Han spelade senare med samma framgång en stor mängd liknande roller, men även Tartuffe, och var en av teaterns främsta stöttepelare.